# Albert Lavignac
Œuvres principales
La Musique et les Musiciens (1895)
Encyclopédie de la Musique (1913-1931)
Le Voyage artistique à Bayreuth (1897)
Alexandre Jean Albert Lavignac, né le 22 janvier 1846 à Paris où il est mort le 28 mai 1916, est un musicographe et pédagogue français, connu pour ses écrits théoriques.

## Biographie
Lavignac étudia au Conservatoire de Paris et obtint son premier prix de solfège en 1857, son premier prix de piano en 1861, celui de la classe d'harmonie et accompagnement en 1863, son premier prix de contrepoint et fugue en 1864 ainsi qu'un second prix d'orgue en 1865. Il étudia le piano dans la classe d'Antoine François Marmontel, l'orgue avec François Benoist, l'harmonie et accompagnement pratique dans la classe de François Bazin et le contrepoint et fugue dans la classe de composition d'Ambroise Thomas au Conservatoire de Paris. Il fut par la suite nommé répétiteur de solfège à partir de 1871 puis professeur de solfège en 1875 et professeur d'harmonie de 1891 à 1915. On compte parmi ses élèves Claude Debussy, Vincent d'Indy, Philipp Jarnach, Gabriel Pierné, Amédée Gastoué, Francis Casadesus, Roger Pénau, Paul Cappé, Émile Jaques-Dalcroze, Florent Schmitt, et Wadia Sabra
En mars 1864, alors âgé de dix-huit ans, il joua la partie d'harmonium dans la Petite Messe Solennelle de Gioachino Rossini lors de sa première exécution.
Son ouvrage principal, La Musique et les Musiciens (1895), un aperçu très complet de la grammaire musicale, de ses règles élémentaires et du matériel musical, fut étudié longtemps après sa mort. Il y associe notamment des instruments avec des couleurs, des formations instrumentales avec différents types de tableaux et, selon son interprétation, les caractéristiques de chaque tonalité.
Sur le plan personnel, Albert Lavignac a une fille, Germaine. Proche de la famille, le compositeur Reynaldo Hahn, entretenait des liens privilégiés avec elle. 

## Principaux écrits

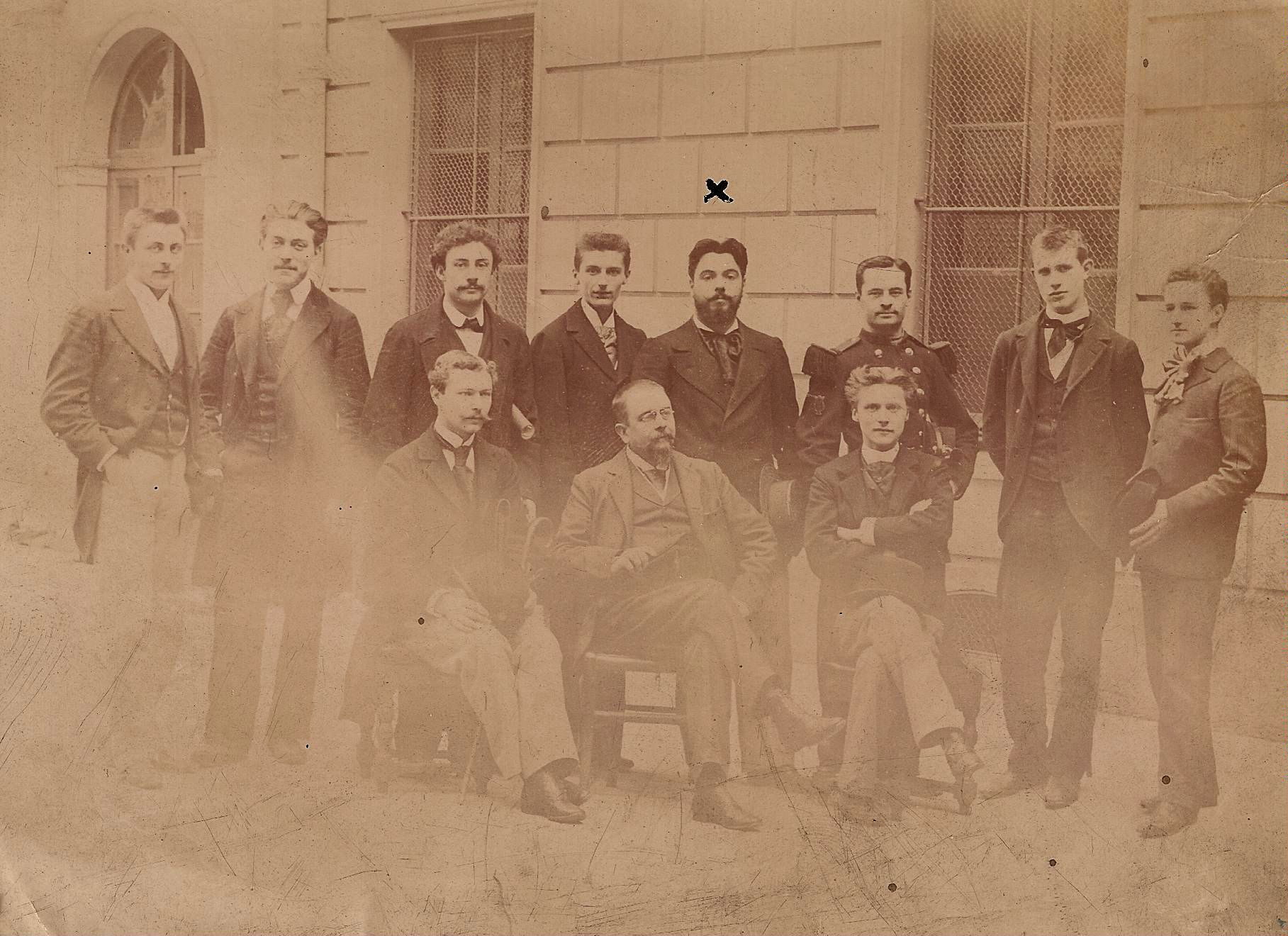
Lavignac, assis au premier plan, entouré de ses élèves.

### Encyclopédie de la Musique
Écrit en collaboration avec Lionel de La Laurencie, l’ouvrage Encyclopédie de la Musique et Dictionnaire du Conservatoire, édité par la Librairie Delagrave, est composé comme suit :
1. Première partie : Histoire de la Musique, en 5 volumes, 3395 pages, 1913-1922.
  1. Antiquité - Moyen Âge.
  2. Italie - Allemagne.
  3. France - Belgique - Angleterre.
  4. Espagne - Portugal.
  5. Russie - Pologne - Finlande - Scandinavie - Suisse - Autriche - Hongrie - Bohème - Tziganes - Roumanie - Arabes - Turquie - Perse - Thibet - Birmanie - Indochine - Indes néerlandaises - Éthiopie - Afrique méridionale - Madagascar - Canaries - États-Unis - Indiens - Mexique - Pérou - Équateur - Bolivie.
2. Deuxième partie : Technique - Esthétique - Pédagogie, en 6 volumes, 3920 pages, 1925-1931.
  1. Tendances de la musique, technique générale.
  2. Physiologie vocale et auditive, technique vocale et instrumentale.
  3. Technique instrumentale - Instruments à vent, instruments à percussion, instruments à cordes, instruments automatiques.
  4. Orchestration, musique liturgique des différents cultes.
  5. Esthétique.
  6. Pédagogie, écoles, concerts, théâtres.

### Autres ouvrages
- Cours complet théorique et pratique de dictée musicale (1882)
- École de la pédale (1889)
- La Musique et les Musiciens (1895) Texte en ligne ; nouvelle édition refondue (1956)
- Le Voyage artistique à Bayreuth (1897), une analyse des opéras de Richard Wagner, texte éd. 7 en ligne sur wikisource
- Les Gaietés du Conservatoire, éd. Delagrave, 1899, illustr. de Guydo, [lire sur Wikisource]
- L'Éducation Musicale (Copyright 1902 in the U.S.A. by D. Appleton and Cie). Ouvrage couronné par l'Académie Française
- Cours d'harmonie théorique et pratique (1909)

## Compositions
- 3 Pièces caractéristiques, Op.10
- Le jour de fête, Op.16
- Leçons de solfège sur toutes les clefs, Op.17
- Berceuse, Op.18
- Pas des Naïades, Op.21
- Pas des Dryades, Op.22
- 6 Sonatines, Op.23
- Leçons de solfège sur cinq clefs, Op.30
- 10 Préludes, Op.31
- Sérénade, Op.32

Sans numéro d'opus
- Berceuse, Op.18
- Galop-marche à huit mains
- Nocturne
- Polonaise d'après une pièce de guitare de C. Kreutzer
- Prélude en do majeur
- Valse de concert sur 'Le bravo'